# 화가자리 AB

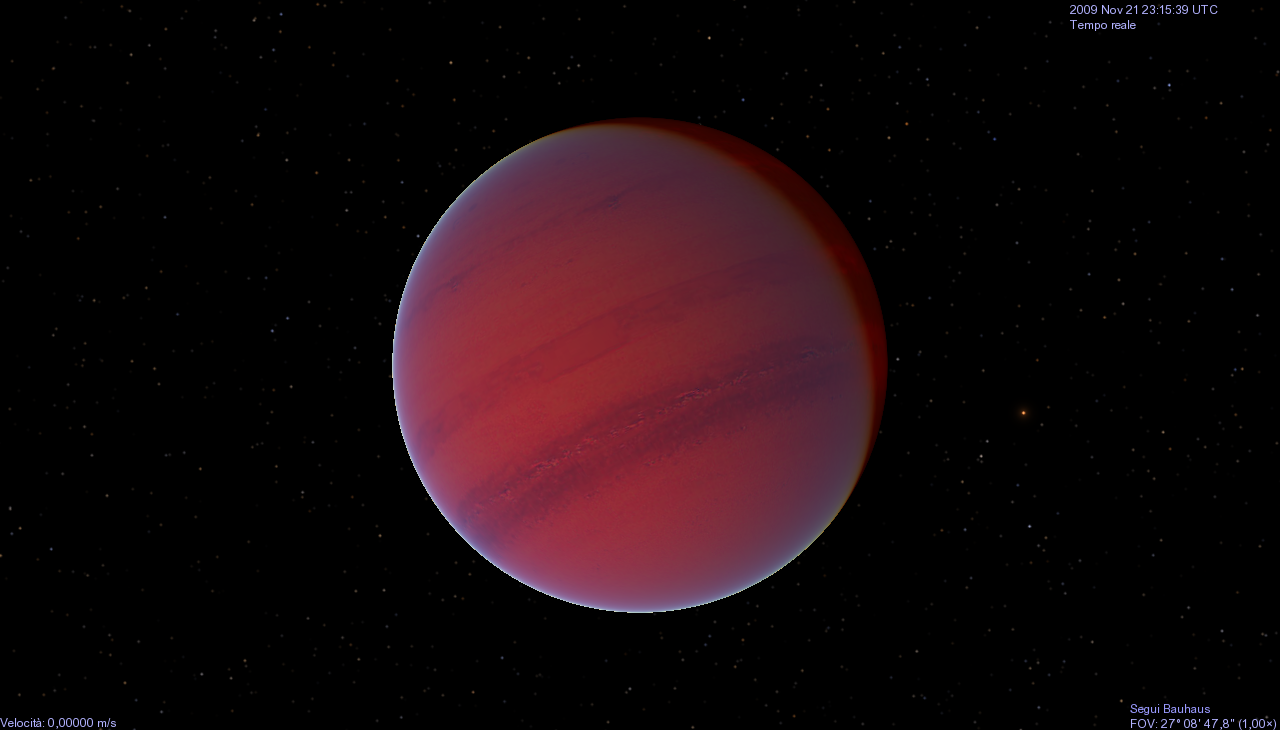

화가자리 AB 또는 HD 44627은 화가자리 방향으로 지구로부터 약 148광년 떨어진 곳에 있는 K형 주계열성이다. 화가자리 AB는 3천 만 년 정도 나이의 큰부리새자리/시계자리 성협의 일원이며 용자리 BY형 변광성이기도 하다. 2005년에 이 별 주위를 돌고 있는 천체의 사진을 2003년, 2004년에 촬영했다는 주장이 발표되었다. 당시 발표 자료에 따르면 이 천체는 외계 행성으로 추측되었으나, 실제로는 갈색 왜성일 가능성이 높아 보인다.

## 행성계 존재 여부
2003년과 2004년 화가자리 AB를 돌고 있는 한 천체(현재 '화가자리 AB b'로 표기된다)가 유럽 남방 천문대의 한 연구진에 의해 발견되었다. 이 천체는 화가자리 AB와 고유 운동을 함께 하고 있었기 때문에 물리적으로 항성과 묶여 있는 존재라는 결론을 얻었다. 이 천체의 분광형은 L0 V ~ L3 V 사이로 추측되었다. 천체 진화 모형을 사용하여 이 행성의 질량은 목성질량의 13 ~ 14배 정도로 계산되었다. 그러나 이렇게 젊은 천체에 대한 모형을 만드는 것은 어렵기 때문에 위 예측 질량값은 매우 불확실하며, 일부 모형들로는 이 천체의 질량이 목성의 11배부터 70배까지 다양하게 나타난다. 천체의 표면 온도는 1,600 ~ 2,400 켈빈 정도로 추측된다. 이 천체의 실제 질량이 중수소 융합이 시작되는 목성질량 13배를 넘는지의 여부가 확실하지 않기 때문에 갈색 왜성인지 보통 행성인지의 여부는 명확하게 밝혀지지 않은 상태이다.
| 동반 천체 (가까운 천체순) | 질량 (MJ)  | 공전주기 (일) | 공전궤도 반지름 (AU) | 이심률 |
| ------------------------- | ---------- | ------------- | -------------------- | ------ |
| b                         | 13.5 ± 0.5 | ?             | 275                  | ?      |

## 같이 보기
- 페가수스자리 51
- 화가자리 베타